# Solitaire (Film)
Solitaire (Originaltitel: Mahbas) ist eine libanesisch-jordanisch-ägyptische Filmkomödie aus dem Jahr 2016. Der Film ist das Regiedebüt der libanesischen Regisseurin Sophie Boutros, die gemeinsam mit Produzentin Nadia Eliewat auch das Drehbuch schrieb.

## Handlung
Die Libanesin Ghada und der Syrer Samer, die sich in Dubai kennengelernt hatten, wollen sich verloben. Die Familien des Liebespaars kennen sich bisher nicht, und so wird eine Kennenlernfeier im Haus von Ghadas Eltern in einem libanesischen 2000-Seelen-Nest angesetzt, zu der die städtisch geprägte Familie Samers anreist. Wegen der zahlreichen Animositäten und Geheimnisse der Beteiligten entwickelt sich der Tag zu einem Chaos. Ghadas Mutter Thérèse hasst seit dem Tod ihres geliebten Bruders Imad sämtliche Syrer. Imad war im libanesischen Bürgerkrieg durch eine syrische Bombe getötet worden; seitdem unterhält sich Thérèse regelmäßig mit Fotos von ihm, und in diesen Gesprächen bestärkt er sie in ihrem Rassismus. Ihr Mann Maurice, Bürgermeister des Dorfes, wusste zwar von der Nationalität Samers und war von seiner Tochter Ghada beauftragt worden, seine Frau darüber aufzuklären, brachte jedoch nicht den Mut dazu auf. Samers Mutter Nazek verachtet Libanesen und ist die Reise in den Libanon nur widerwillig angetreten. Ghada hatte vor ihrer Beziehung zu Samer ein Verhältnis zum Einheimischen Marwan, der sie immer noch liebt und entschlossen ist, sie für sich zurückzugewinnen; Samer weiß von diesem Verhältnis zunächst nichts.
Die Feier beginnt steif, da Thérèse schnell bemerkt, dass es sich bei der Familie ihres zukünftigen Schwiegersohns um Syrer handelt. Nach kurzer Zeit beschließt sie aber, ihnen scheinbar freundlich gegenüberzutreten, während sie gleichzeitig, bestärkt durch ihren imaginären Bruder, einen Plan schmiedet, die Verlobung zu verhindern. Hierfür verbündet sie sich mit Marwan, den sie zur Feier einlädt und der dort unterstützt von Thérèse alles daran setzt, Samer in ein schlechtes und sich in ein gutes Licht zu rücken. Nach einer Reihe gezielter Provokationen verliert Samer die Beherrschung und schlägt Marwan nieder. Als später trotz eines langsamen Sinneswandels von Thérèse und Nazek rassistische Ressentiments zwischen den beiden Frauen aufbrechen, verlässt die syrische Familie wutentbrannt die Feier und zieht in ein Hotel. Im Rahmen einer Nebenhandlung stellt sich noch heraus, dass Maurice ein Verhältnis mit seiner Sekretärin hat.
Durch die Trauer ihrer Tochter gelangt Thérèse final zur Einsicht und bemüht sich erfolgreich, das Verhältnis zwischen Ghada und Samer zu kitten. In einem symbolischen Akt gibt sie ihrem untreuen Ehemann ihren Ehering zurück. Der Film endet mit der Hochzeit von Ghada und Samer.

## Entstehungsgeschichte

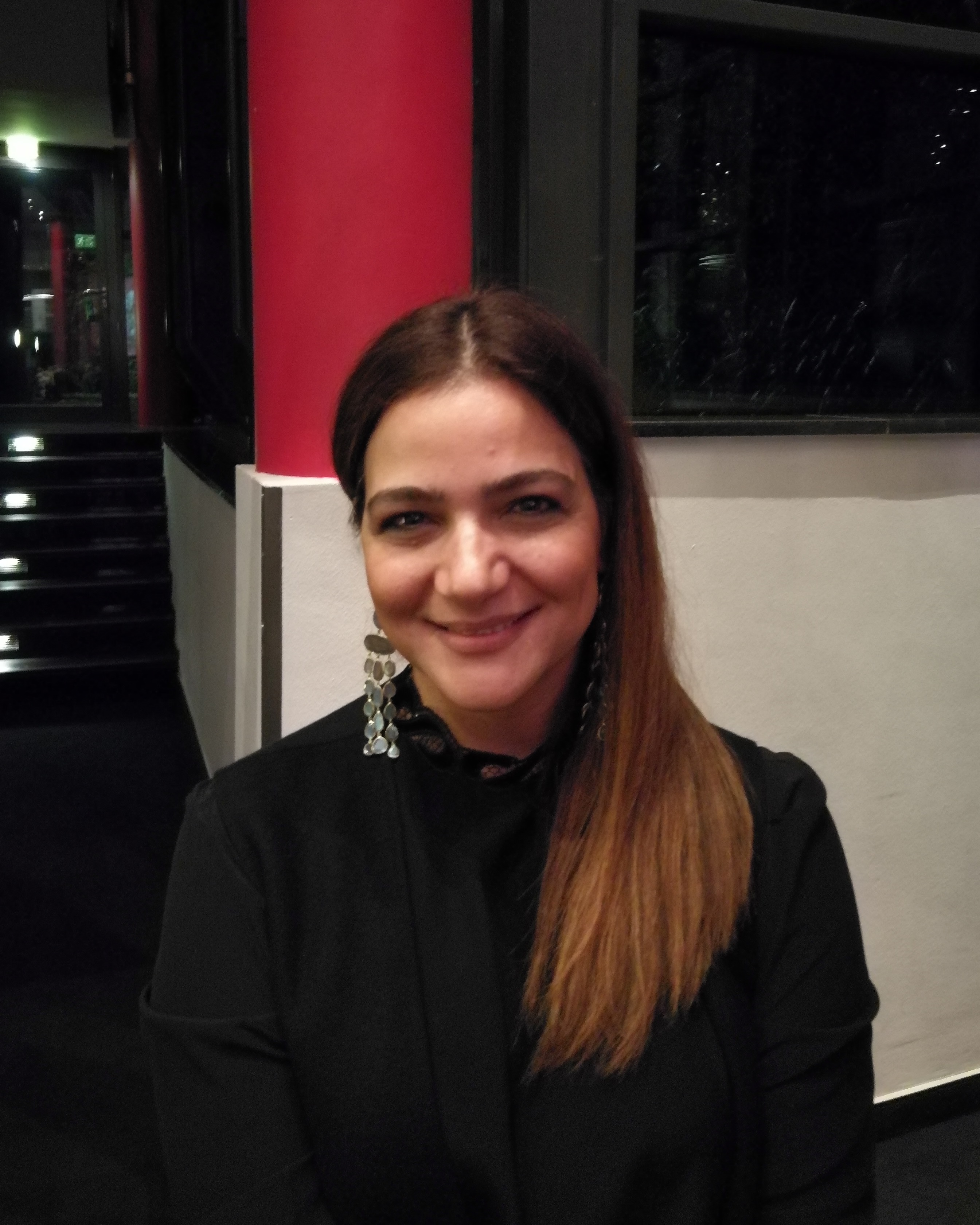
Sophie Boutros

Sophie Boutros hatte zuvor als Regisseurin lediglich Erfahrung mit dem Drehen von Musikvideos. Sie und Eliewat bewarben sich 2013 erfolgreich für ein Förderungsprogramm des Torino Film Lab. Im Rahmen dieses Programms besuchten sie Kurse für angehende Drehbuchautoren und Produzenten und entwickelten über einen Zeitraum von zwei Jahren das Drehbuch zu Solitaire. Während dieser Zeit hatte Boutros eine Vollzeitstelle in der Verwaltung der American University in Dubai inne. Ursprünglich geplant war eine Anlage des Films als Kurzfilm, durch das stetig anwachsende Drehbuch reifte in den Autorinnen aber der Entschluss, die Geschichte darin als abendfüllenden Film umzusetzen. Die Dreharbeiten fanden im Libanon statt und dauerten zwei Monate. Neben vielen Jungschauspielern konnten auch vier regionale Stars für das Projekt gewonnen werden: Die außerhalb der arabischen Welt zum Erscheinungszeitpunkt des Films eher unbekannten Julia Kassar, Bassam Kousa und Betty Taoutal sind im Libanon und in Syrien bekannte Film- und Fernsehschauspieler, Nadine Khoury eine bekannte Theaterdarstellerin.
Premiere hatte Solitaire am 11. Dezember 2016 beim Dubai International Film Festival. Im März 2017 gelangte er in libanesische und jordanische Kinos.

## Rezeption
Die Tageszeitung The National aus Abu Dhabi lobte die darstellerischen Leistungen von Taoutal und insbesondere Kassar. Rezensent Rob Garratt sah eine stetig ansteigende Spannungs- und Humorkurve, die jedoch im letzten Drittel des Films abnehme, in dem er ins Melodramatische abdrifte. Die in Dubai beheimatete Tageszeitung Gulf News analysierte, dass Boutros das Beziehungsgeflecht zwischen ihren Protagonisten auf eine unbekümmerte Weise „mit Samthandschuhen anfasse“ und die politischen, nicht humorvollen Untertöne auf wenige Szenen beschränke, in denen Aussagen als rassistisch interpretiert werden könnten. Auch die Gulf News pries schauspielerische Leistungen, weitete ihr Lob aber auf alle Hauptdarsteller aus, die „wie angegossen“ zu ihren Rollen passten. Die britische Daily Mail stellte im Rahmen einer Berichterstattung vom Filmfestival in Dubai anhand von Aussagen von Teilnehmern heraus, dass Solitaire einerseits die aktuellen Spannungen im Verhältnis zwischen Libanesen und Syrern aufzeige, andererseits den Völkern aber eine Brücke baue, indem der Film sich auf die Gemeinsamkeiten der Menschen und ihrer Kulturen konzentriere. Für das jordanische Nachrichten- und Medienportal Al Bawaba lobte Redakteur Arwad Khalifeh ein „brillantes Drehbuch“, das einen „wundervollen Sinn für Humor mit genau der richtigen Menge Emotionalität“ kombiniere.
Solitaire lief 2017 beim Filmfest Hamburg und wurde dort für den seit 2004 verliehenen Commerzbank Publikumspreis (sic) nominiert. Beim Malmö Arab Film Festival 2017 wurde der Film mit dem Publikumspreis ausgezeichnet.